# Klasov
Klasov (bis 1948 slowakisch „Kalaz“ – bis 1927 „Kálaz“; ungarisch Kalász) ist eine slowakische Gemeinde im Okres Nitra und im Nitriansky kraj mit 1428 Einwohnern (Stand 31. Dezember 2024).

## Geographie

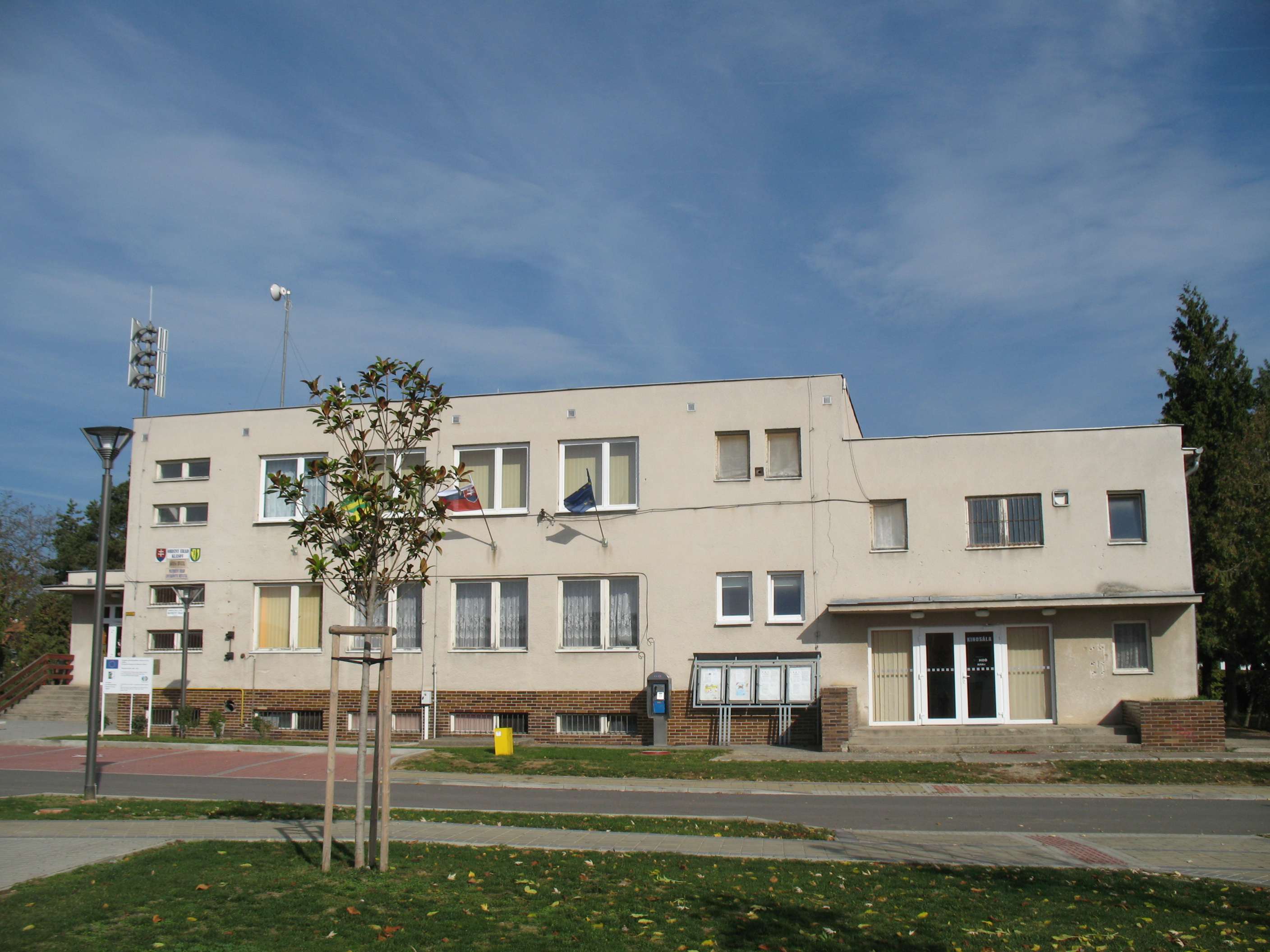
Gemeindeamt

Die Gemeinde befindet sich inmitten des Hügellands Žitavská pahorkatina als Teil des slowakischen Donautieflands am Bach Babindolský potok (Flusssystem Žitava) und besitzt fruchtbare Schwarzböden. Das Ortszentrum liegt auf einer Höhe von 177 m n.m. und ist fünf Kilometer von Vráble sowie 15 Kilometer von Nitra entfernt.
Nachbargemeinden sind Čeľadice und Malé Chyndice im Norden, Veľké Chyndice im Osten, Vráble im Südosten und Süden, Paňa im Süden, Golianovo im Westen und Babindol im Nordwesten.

## Geschichte

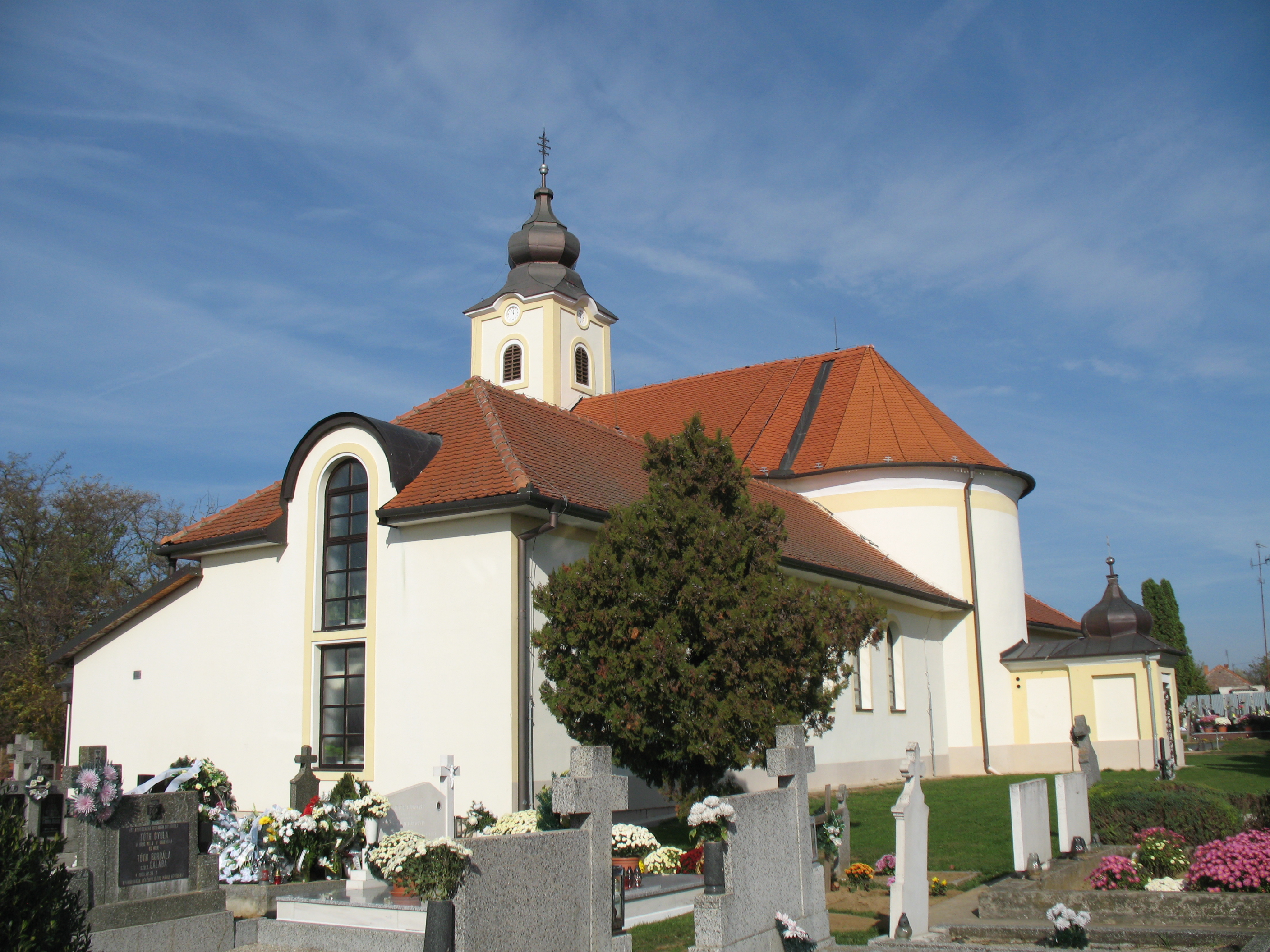
Kirche von Klasov

Der Ort wurde zum ersten Mal 1156 als Qualiz schriftlich erwähnt und erhielt den Namen nach einem iranischen Volk, dessen Angehörige hier im 11. Jahrhundert Handel betrieben. 1232 wurden die Einwohner zu direkten Dienstboten des ungarischen Königs erklärt. Später gehörte das Gut den Geschlechtern wie Hunt-Poznan und Forgách im Spätmittelalter, Paluska im 18. und Klobusiczky, Szlávy und Weisz im 19. Jahrhundert. Im 16. und 17. Jahrhundert wurde die Ortschaft durch türkische Plünderungen mehrmals in Mitleidenschaft gezogen und das zum ersten Mal 1401 erwähnte Dorf Kiskalazd aufgegeben. 1787 zählte man 62 Häuser und 409 Einwohner, die von Landwirtschaft und Weinbau lebten.
Bis 1918 gehörte der im Komitat Neutra liegende Ort zum Königreich Ungarn und kam danach zur Tschechoslowakei beziehungsweise heute Slowakei. Nach dem Ersten Wiener Schiedsspruch lag er weiterhin in der Tschechoslowakei, doch bei der Entstehung der ersten Slowakischen Republik wurde er mit Veľké Chyndice und im Tausch gegen Nová Ves nad Žitavou in einer Grenzkorrektur an Ungarn abgetreten und war Teil desselben bis 1945.
1948 wurde der Name Kalaz in Klasov slowakisiert, wobei das Wort klas für eine Ähre steht. Von 1976 bis 1996 war Babindol Ortsteil der Gemeinde Klasov.

## Einwohner
| Jahr                | 1994 | 2004     | 2014    | 2024    |
| ------------------- | ---- | -------- | ------- | ------- |
| Anzahl der Personen | 1919 | 1214     | 1318    | 1428    |
| Unterschied         |      | −36,73 % | +8,56 % | +8,34 % |

| Jahr                | 2023 | 2024    |
| ------------------- | ---- | ------- |
| Anzahl der Personen | 1429 | 1428    |
| Unterschied         |      | −0,06 % |

Gemäß der Volkszählung 2011 wohnten in Klasov 1241 Einwohner, davon 747 Slowaken, 421 Magyaren, 14 Tschechen, zwei Mährer und ein Roma; zwei Einwohner gehörten zu einer anderen Ethnie. 54 Einwohner machten keine Angaben. 1106 Einwohner bekannten sich zur römisch-katholischen Kirche, 14 Einwohner zu den Zeugen Jehovas, drei Einwohner zur evangelischen Kirche A. B. und jeweils ein Einwohner zu den Mormonen, zu den Siebenten-Tags-Adventisten, zur griechisch-katholischen Kirche, zur jüdischen Gemeinde sowie zur kongregationalistischen Kirche; drei Einwohner bekannten sich zu einer anderen Konfession. 27 Einwohner waren konfessionslos und bei 81 Einwohnern ist die Konfession nicht ermittelt.

## Bauwerke
- römisch-katholische Kirche Mariä Himmelfahrt aus dem Jahr 1750, 1828 klassizistisch gestaltet und 1956 um Seitenkapellen erweitert
- Landschloss im neogotischen Stil aus dem Jahr 1866 mit einem englischen Park